# Isla Henrietta
La isla Henrietta (del ruso: Остров Генриетты, Ostrov Genriyetty) es la isla más septentrional del archipiélago de Nueva Siberia (islas De Long) en el mar de Siberia Oriental. 40% de la isla está cubierta de glaciares. Henrietta es de forma casi circular y su diámetro es de unos 6 km. La tierra más cercana es la Isla Jeannette, que se encuentra al sureste.
El cabo Melville (Mys Mel'villya), al norte de Henrietta, es el punto más septentrional de las islas De Long.